# Ори, Меган
Ме́ган О́ри (англ. Meghan Ory, 20 августа 1982, Виктория) — канадская актриса кино и телевидения.

## Ранняя жизнь
Ори родилась в Виктории (Британской Колумбии) в Канаде. Училась в средней школе «Ройал Оук» и затем в средней школе «Клермонт». В 1996 году она получила премию Искусств за театральные работы от Королевского театра, после чего Меган Ори решила вплотную заняться актёрской карьерой.

## Карьера
Её первая профессиональная роль пришла в 1999 году от канала ABC Family, где ей предложили сыграть Джесси Эверет в телефильме «Во мраке». Затем последовала роль в сериале «Ворон: Лестница в небо», но лишь в качестве приглашённой актрисы. И потом в 2000 году она получила свою постоянную роль в сериале «Выше земли», где играла вместе с актёром Хейденом Кристенсеном. После появления на MTV в телесериале «2gether» (2000), Ори присоединилась к актёрскому составу канадского телесериала «Vampire High» в 2001 году.
Её актёрский дебют произошёл в 1999 году в американской картине «Звезда по имени Хэйли Вагнер». В том же году на экраны вышел ещё один фильм с её участием: триллер «Во мраке», где Меган Ори сыграла роль Джесси Эверетт. В фильме также приняли участие актёры: Сьюзан Сомерс, Тимоти Басфилд и Райан ДеБоер.

## Личная жизнь
В 2008 году она вышла замуж за Джона Рирдона, с которым она снималась в «Ученике Мерлина». У супругов двое детей, сын (род. 2018) и дочь (род. 2019).

## Фильмография

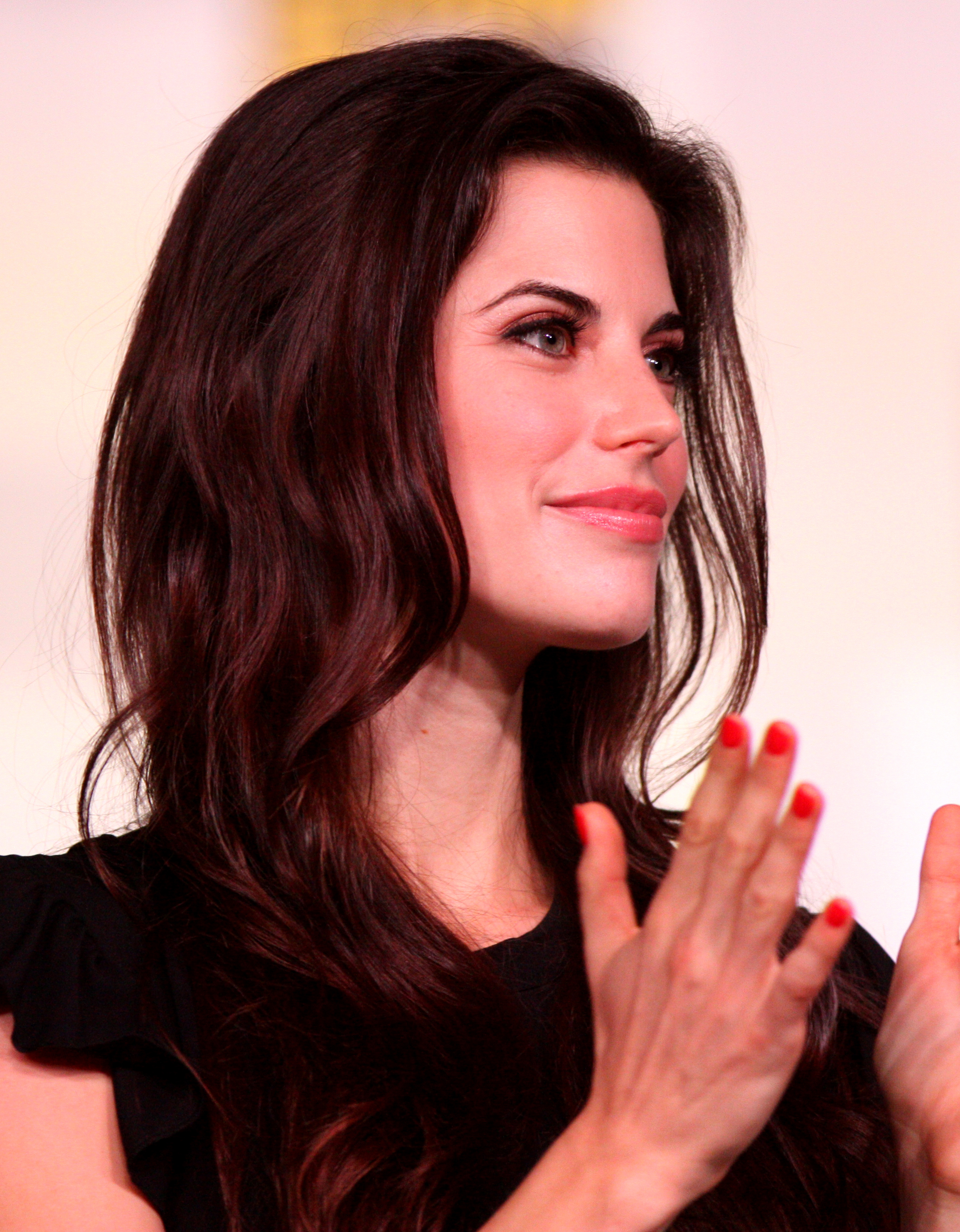
Меган Ори на San Diego Comic-Con International в июле 2012 года

| Год       |    | Русское название        | Оригинальное название    | Роль                         |
| --------- | -- | ----------------------- | ------------------------ | ---------------------------- |
| 1995—2002 | с  | За гранью возможного    | The Outer Limits         | Даниэль Хобсон               |
| 1998—1999 | с  | Ворон: Лестница в небо  | Crow: Stairway to Heaven | Элис Романо                  |
| 2000      | с  | Выше земли              | Higher Ground            | Джульет Вейборн              |
| 2000—2002 | с  | Тёмный ангел            | Dark Angel               | Рейчел Бересфорд             |
| 2004      | ф  | Приманки                | Decoys                   | Алекс                        |
| 2004      | с  | Тайны Смолвиля          | Smallville               | Меган                        |
| 2006      | тф | Ученик Мерлина          | Merlin's Apprentice      | Брианна                      |
| 2008      | ф  | Блондинка и блондинка   | Blonde and Blonder       | Кит                          |
| 2009      | ф  | Тёмный дом              | Dark House               | Клэр Томпсон                 |
| 2010      | с  | Ясновидец               | Psych                    | Джози                        |
| 2010—2011 | с  | Перекрёсток смерти      | True Justice             | Джульет                      |
| 2011      | с  | Сверхъестественное      | Supernatural             | Салли                        |
| 2011—2018 | с  | Однажды в сказке        | Once Upon a Time         | Красная Шапочка / Руби Лукас |
| 2014      | с  | Искусственный интеллект | Intelligence             | Райли Нил                    |
| 2014      | тф | Книга памяти            | The Memory Book          | Хлои                         |
| 2015      | ф  | Восставшие мертвецы     | Dead Rising              | Кристэл О'Рурк               |
| 2016      | с  | На Чесапикских берегах  | Chesapeake Shores        | Abby O'Brien / Эбби О'Брайен |